# Аналіз розробки покладу
Аналіз розробки покладу (родовища) — комплексне вивчення результатів геолого-промислових, геофізичних, гідродинамічних та інших досліджень копалень,свердловин, пластів у процесі розробки покладу (родовища) з метою вивчення поточного розміщення корисних копалин, наприклад, запасів нафти і газу та процесів, що мають місце в продуктивних пластах, виявлення певних тенденцій та закономірностей і формулювання на цій основі рекомендацій по регулюванню розробки.